# Rhinomyobia plumifera
Rhinomyobia plumifera là một loài ruồi trong họ Tachinidae.